# Karlsbüste

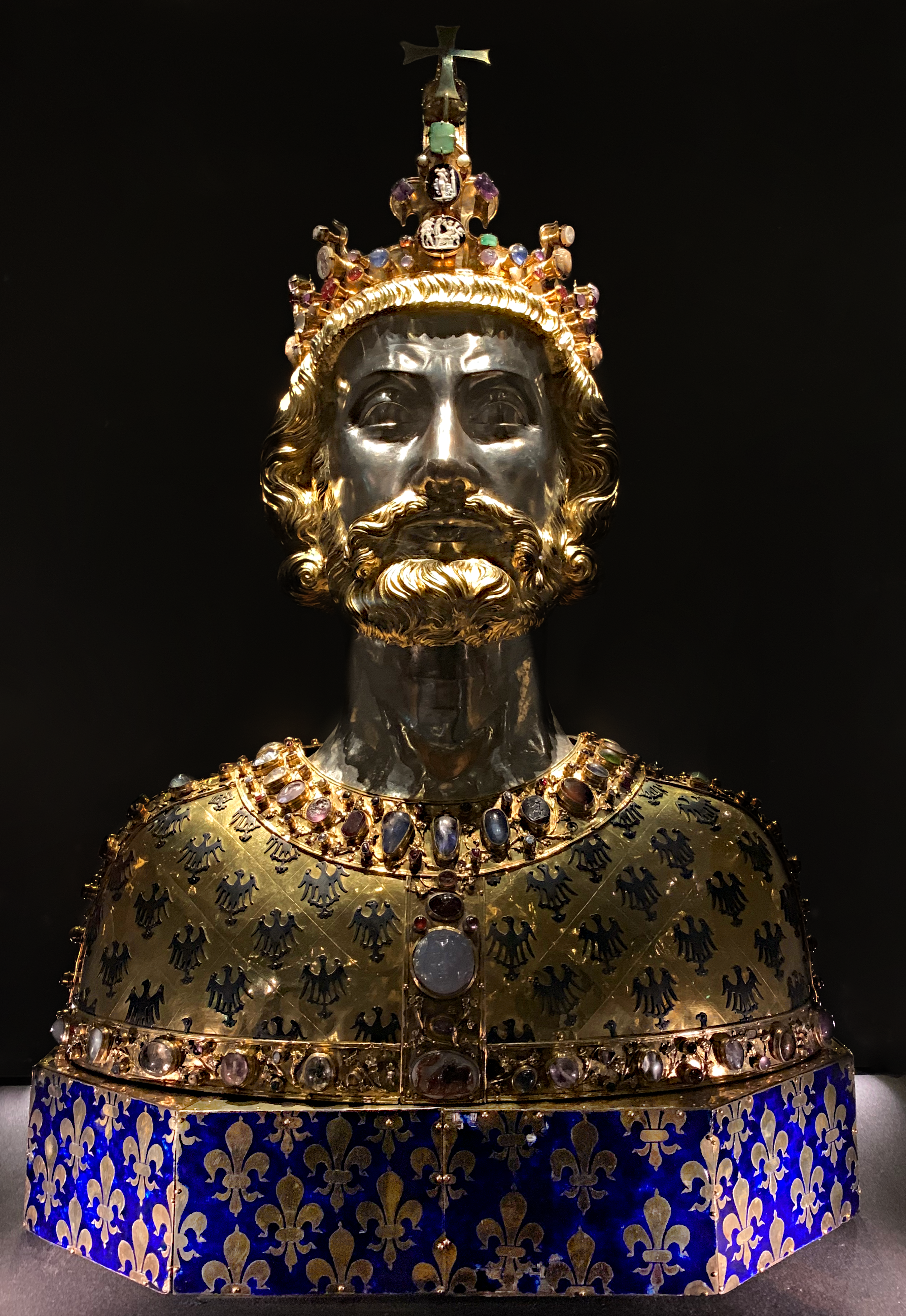
Karlsbüste, Aachener Domschatzkammer

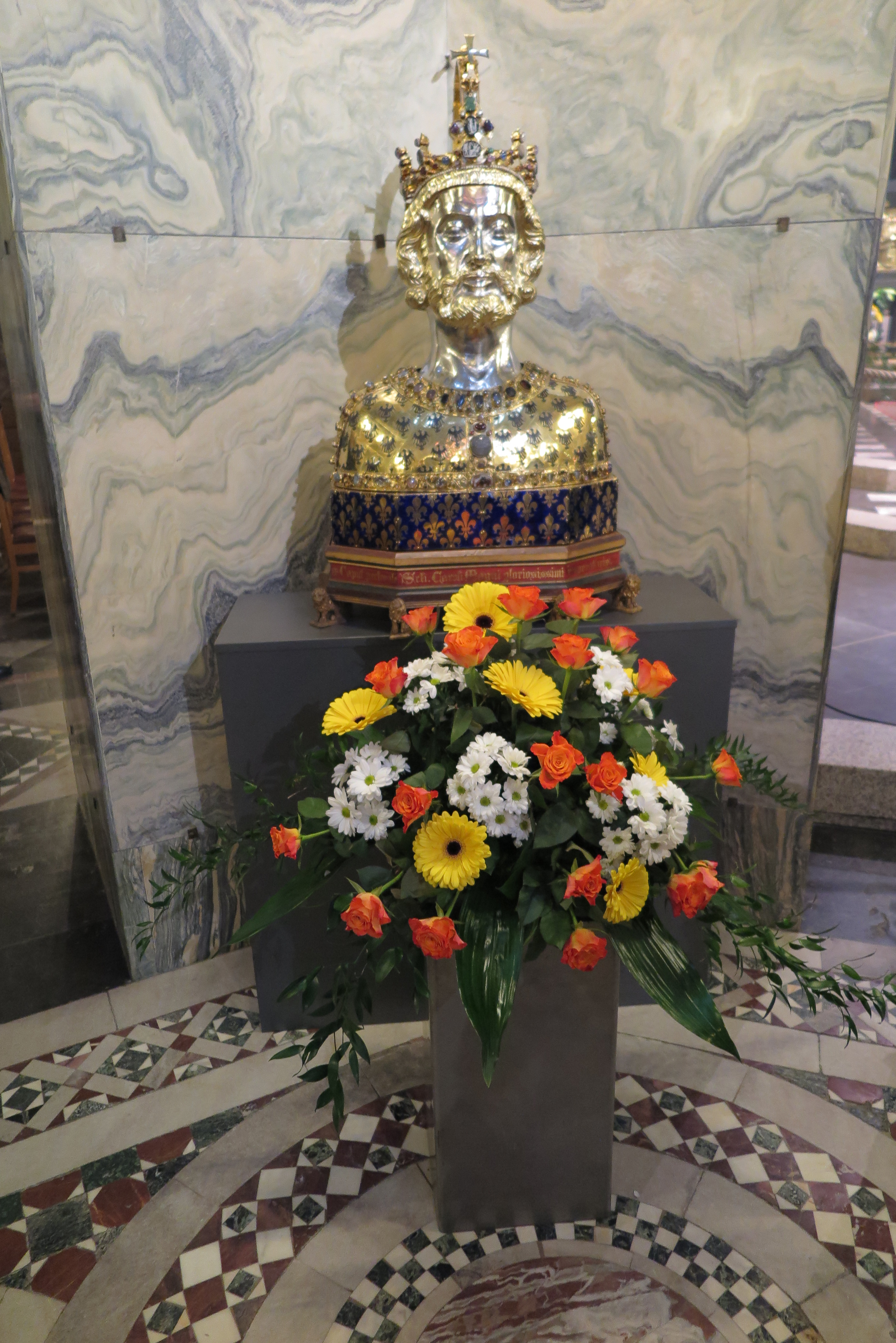
Zum Karlsfest aufgestellt im Aachener Dom

Die Karlsbüste ist ein um 1350 geschaffenes Reliquiar in Form einer Büste Karls des Großen, in dem seine Schädeldecke als Reliquie verwahrt werden soll. Das Reliquiar gehört zur spätmittelalterlichen Ausstattung des Aachener Doms und wird in der Aachener Domschatzkammer aufbewahrt. Die Karlsbüste gilt als eines der bedeutendsten Zeugnisse gotischer Goldschmiedekunst und die wohl bekannteste Reliquienbüste überhaupt. Dabei handelt es sich um ein Idealbild, kein Porträt Karls des Großen. Die Krone, die älter ist als die Büste und vermutlich in einer Prager Werkstatt entstand, wurde zur Krönung Karls IV. (1349) und Sigismunds (1414) verwendet, weil ihnen die Reichskrone nicht zur Verfügung stand. 

## Beschreibung
Das Büstenreliquiar besteht aus getriebenem Silber und ist teils vergoldet. Das Reliquiar umschließt eine menschliche Schädeldecke – der Überlieferung zufolge jene Karls des Großen. Es stellt die Büste des Kaisers dar, das Haupt mit einer edelsteinbesetzten goldenen Lilienkrone geschmückt, die dem Aachener Münster (heute Dom) laut Urkunde von 1262 von Richard von Cornwall „auf ewige Zeiten“ überlassen wurde; sie ist 1873 von August Witte aufwändig restauriert worden. Die Haar- und Bartpartien sind vergoldet, Gesicht und Hals in akzentuierter Modellierung in getriebenem Silber gearbeitet. Den Brustpanzer schmücken silberne Adlertauschierungen – der Reichsadler auf dem Goldgrund des Gewandes als Wappentier des Heiligen Römischen Reiches weist auf die Kaiserwürde hin – sowie Filigran- und Edelsteinborten; einige der Edelsteine sind antike Gemmen. Die Karlsbüste steht auf einem achteckigen, an den Flanken mit zwei Öffnungen für ein Trageholz versehenen Sockel, der mit heraldischen Lilien verziert ist – Symbol für die französische Königsherrschaft und damit Ausdruck des Selbstverständnisses eines sich letztlich in der Nachfolge Karls des Großen sehenden Stifters.
Ausgehend von der Karlsbüste als einem Höhepunkt rhein-maasländischer Goldschmiedekunst nicht nur des Mittelalters setzte eine Blütezeit silbervergoldeter naturalistisch gestalteter Büstenreliquiare ein.

## Geschichte

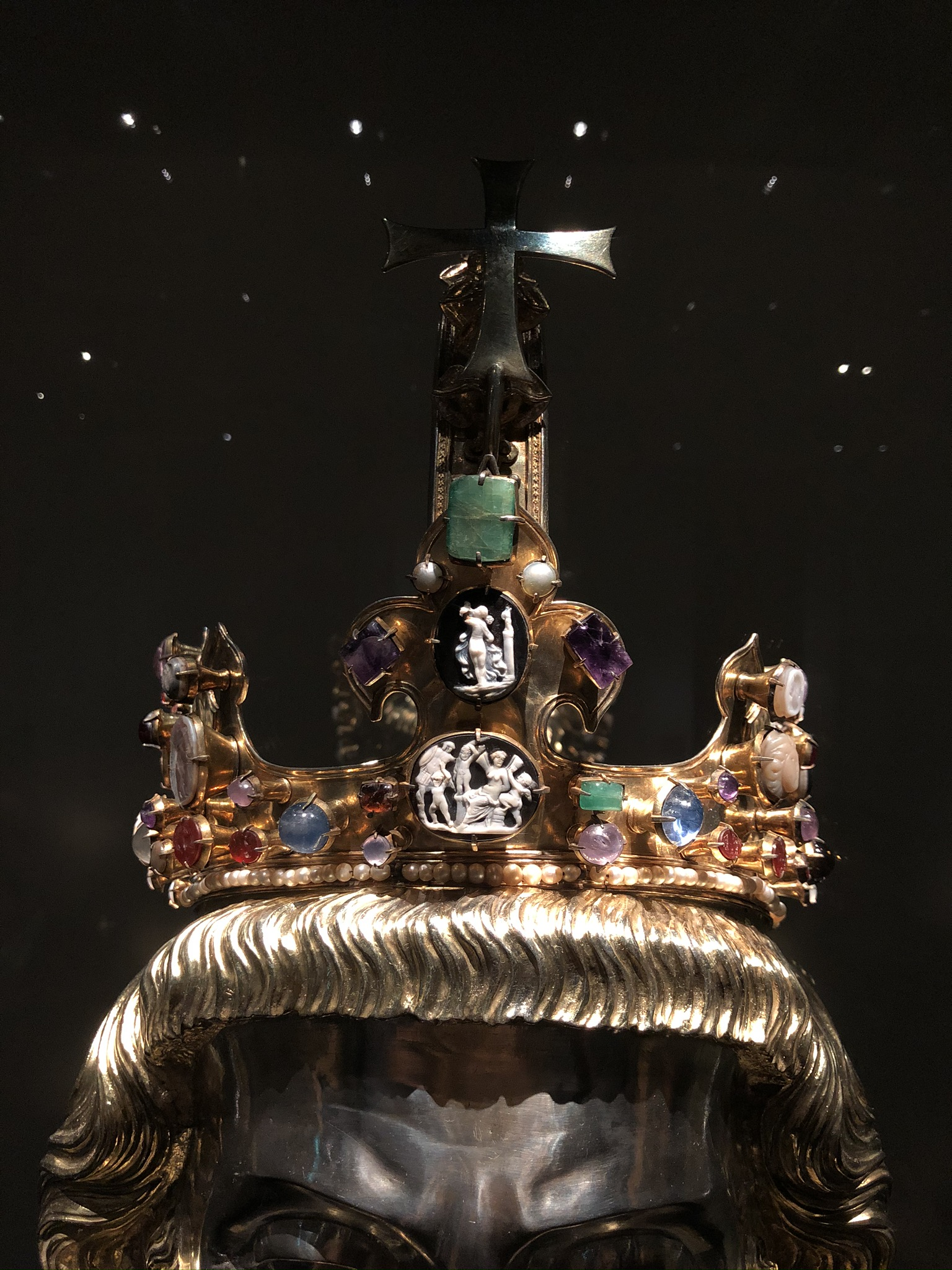
Kameen auf der Krone

Die Karlsbüste gilt nach der Aachener Tradition als Stiftung Karls IV., der am 25. Juli 1349 im Aachener Dom zum König gekrönt wurde. Diese Stiftung ist zwar nicht urkundlich erwähnt, jedoch als gut möglich anzusehen, was sich aus der tiefen Verehrung desselben für Karl den Großen heraus erklärt. Das Reliquiar steht in der Tradition französischer Königsdarstellungen des 13. Jahrhunderts und stellt eine künstlerische Idealisierung des Frankenkaisers dar, obgleich es durchaus auch individualisierende Gesichtszüge aufweist. Letztere sind ebenfalls bei einem Porträt Johanns II. von Frankreich in ähnlicher Weise bemerkbar. Möglicherweise handelt es sich bei dem Schöpfer des Büstenreliquiars, einem Aachener Goldschmied, um einen in Frankreich geschulten Künstler. Das Reliquiar wurde in Prozessionen mitgetragen und bei Krönungen dem einziehenden König entgegengetragen, welcher auf diese Weise als legitimer Nachfolger Karls des Großen von diesem gleichsam geistig empfangen wurde und als neuer Herrscher huldigend die Reliquie seines Vorfahren verehrte.
Die Verwendung antiker Gemmen und Kameen für Reliquiar und Krone weist hin auf einen Bezug zur für die mittelalterliche Kaiseridee essentiellen römischen Antike, in deren Tradition schon Karl der Große und später Karl IV. sich in ihrer Herrscherrolle sahen. Die neuere historische Forschung geht mit großer Wahrscheinlichkeit davon aus, dass Karl IV. mit der von dem Karlsreliquiar getragenen Krone – anstelle der seinerzeit im Besitz Ludwigs des Bayern bzw. seiner Erben befindlichen Reichskrone – gekrönt wurde. Anlässlich der Krönung ist wohl der mit dem Kreuz versehene Mittelbügel hinzugefügt worden. Im Jahre 1414 wurde Sigismund von Luxemburg mit der nun modifizierten Krone gekrönt. Eine Parallele zu dieser Krone ist in der Prager Wenzelskrone zu sehen, welche die Schädelreliquie des Wenzel von Böhmen schmückte und gleichfalls zu Krönungen verwendet wurde.

## Gegenwart
Auch heute noch findet das Büstenreliquiar Karls des Großen liturgische Verwendung im Rahmen des Karlsfestes sowie zum Hochfest Christi Himmelfahrt, wozu die Büste im Dom aufgestellt wird. Traditionell erfolgt dies bei letzterem Feiertag mit Hinblick auf die jährlich stattfindende Verleihung des Internationalen Karlspreises zu Aachen, welche zur Ehrung herausragender Persönlichkeiten erfolgt, die sich um die Förderung der europäischen Integration verdient gemacht haben.
Die Karlsbüste ist ein beliebtes und immer wieder im Zusammenhang mit Karl dem Großen verwendetes Motiv. So dient sie auch aufgrund ihres Wiedererkennungswertes für die Stadt Aachen und ihrer hohen ideologischen wie kunsthistorischen Bedeutung in stilisierter Form als zentrales Element im Signet der Karlspreisstiftung.